# Agustín Pascual de Iturriaga
Agustín Pascual de Iturriaga Ugalde (Hernani, Guipúscoa, 31 de gener, 1778 – Idem. 30 de març, 1851) fou un sacerdot, escriptor i pedagog basc.
Hom creu que va cursar al Seminari d'Andoain els estudis de gramàtica, i a la Universitat d'Oñati els de filosofia. Ordenat de sacerdot, el destinaren al seu poble natal. Era molt estudiós i home de grans aptituds per a la ciència d'ensenyar. A Hernani va fundar un col·legi vers l'any 1818, i va arribar aviat a tal renom que van acudir nois de diverses províncies i principalment de Guipúscoa i de Navarra, sobresortint aquest establiment en l'ensenyament del llatí.
Va escriure molt en basc. Va traduir amb gran encert, faules d'Isop i Fedre i, sobretot, de Samaniego, que recopilades, es van publicar el 1842, primer, i el 1884, després. Són també obres seves les versions euskera d'algunes Eglogas de Virgili; els Diálogos vasco-castellanos (1842/57) en els quals exposa nocions d'agricultura i industries rurals a l'abast de la gent del camp; Arte de aprender á hablar la lengua castellana para el uso de las escuelas de primeras letras de Guipúzcoa; Jolasak, en vers, d'indole semblant als Dialogos ja mentats, etc. Fou també autor de la lletra amb la qual es canta la marxa de sant Ignasi de Loiola, molt popular al país.
El franciscà Ignacio Lasa, estudiós de l'obra d'Iturriaga, fa referència a la seva visió de pèrdua territorial de la llengua basca:
| «                   | Reconoce y lamenta [Pascual de Iturriaga] amargamente la triste situación [del euskera] y los peligros que le amenazan y las pérdidas territoriales que ha experimentado, señalando como causante y enemigo número uno, a las escuelas de primeras letras. En esos centros, cree que se trama una conjuración sistemática y permanente por los métodos antipedagógicos que se emplean para enseñar a leer a los niños, por el abuso de los fatales anillos, y otros castigos que llevan al aborrecimiento del vascuence, forjando así constantemente armas para destruir la lengua y haciendo de los niños otros tantos titanes destinados a destrozar a su madre | » |
| — José Ignacio Lasa | |   |